# Honorio III
Honorio III (Roma, c. 1148-Roma, 18 de marzo de 1227) fue el 177.º papa de la Iglesia católica de 1216 a 1227.

## Biografía
De nombre secular Cencio Savelli, fue canónigo de la iglesia de Santa María la Mayor hasta que, en 1188, fue nombrado Camarlengo de la Iglesia por el papa Clemente III. El papa Celestino III lo nombra cardenal diácono de Santa Lucía in Silice, y continuará con el cargo de Tesorero de la Iglesia hasta que, en 1197, pasó a ser el tutor del futuro emperador Federico II.
El 13 de marzo de 1198, el papa Inocencio III lo nombró cardenal presbítero de la iglesia de San Juan y San Pablo,
dignidad que ocupará hasta que el 18 de julio de 1216, tras la muerte en Perugia de Inocencio III, los diecinueve cardenales presentes en dicha ciudad eligieron al anciano Cencio (Honorio III) como nuevo papa. El nuevo pontífice será consagrado como obispo el 24 de julio de 1216 en Perugia y coronado en Roma el 31 de agosto de 1216.

## Pontificado
Honorio III enfrentó una vasta serie de problemas que afectaban a la Iglesia católica de la época: opresión de Tierra Santa y la península ibérica por los musulmanes, la expansión de la herejía cátara en el sur del Reino de Francia, la difusión del cristianismo entre los paganos de los países bálticos y la defensa del Imperio latino de Constantinopla de los musulmanes.

### Liberación de Tierra Santa
El objetivo principal de su pontificado fue la realización de la Quinta Cruzada, que había sido decretada en el Cuarto Concilio de Letrán y que la muerte de Inocencio III había paralizado.
Para recaudar los fondos económicos necesarios estableció que tanto el papa como los cardenales contribuirían a la causa, durante tres años, con la décima parte de sus rentas, mientras que el clero restante aportaría la vigésima parte.
A pesar de que la recaudación fue insuficiente y que el principal príncipe cristiano, el antiguo pupilo de Honorio III y rey de Alemania (Rey de Romanos), Federico II no cesaba de retrasar su participación en la cruzada, un ejército al mando del rey Andrés II de Hungría puso rumbo hacia Tierra Santa tomando, en 1219, la ciudad de Damieta en Egipto.
Honorio III, en un intento de que Federico II se uniera a las tropas cruzadas, le coronó emperador del Sacro Imperio Romano Germánico el 22 de noviembre de 1220 en una ceremonia celebrada en Roma.
Sin embargo, Federico siguió contemporizando en el envío de tropas, lo que unido a una desastrosa estrategia en Egipto, donde los cruzados habían rechazado un acuerdo por el que el sultán Al-Kamil ofrecía todas las posesiones musulmanas en Tierra Santa a cambio de que las tropas cristianas abandonaran Egipto optando por dirigirse a El Cairo para conquistarla provocó una gran derrota y la pérdida, el 8 de septiembre de 1221, de Damieta y el retorno de los cruzados a Europa.
Honorio III no cejó, a pesar del fracaso de la Quinta Cruzada, en su idea de recuperar los territorios de Tierra Santa para la Cristiandad, y aprovechando que Federico II había enviudado, organizó el nuevo matrimonio del emperador con Yolanda de Jerusalén que al ser heredera del reino de Jerusalén suponía un incentivo para su participación en la embrionaria Sexta Cruzada.
Se fijó como fecha de salida de las tropas imperiales el 21 de junio de 1225, pero nuevamente logró el emperador retrasar la salida, mediante la firma de un tratado en la Dieta de San Germano, de dos años.

### Represión de la herejía cátara
Este aplazamiento permitió a Honorio III dirigir su atención a apoyar la cruzada contra los albigenses que, encabezada por el rey Luis VIII de Francia, tenía lugar en el sur de Francia y que probaría la toma de Aviñón a pesar de las protestas de Federico II que la consideraba una ciudad imperial.

### Protección del imperio latino de Oriente
Honorio III continuó los esfuerzos de su predecesor Inocencio III para latinizar el imperio de Oriente y lograr terminar el cisma de oriente. 
Coronó al heredero al trono Pedro de Courtenay en Roma el 9 de abril de 1217 mientras salía de Francia para reclamar sus dominios.
Refugió al nuevo emperador de Constantinopla, Roberto I de Constantinopla quien tuvo que escapar de su reino por una revuelta producida en su contra debido a su vida disoluta. Honorio III le reprochó por su conducta y le ordenó regresar a Constantinopla y redimir su conducta, pero Roberto muere de una enfermedad a su regreso, durante una escala en Morea.

### Señorío feudal sobre Inglaterra
En el reino de Inglaterra la autoridad del papa era suprema desde que el país se había convertido en feudo de la Santa Sede con Inocencio III al doblegar a Juan sin Tierra. El cardenal Guala Bicchieri, legado papal en Inglaterra, supervisó la coronación del heredero Enrique III de Inglaterra en la catedral de Gloucester el 28 de octubre de 1216. Enrique rindió homenaje a la Santa Sede y reconoció al romano pontífice como señor feudal. El papa Honorio III declaró que Enrique era su vasallo y pupilo y que el legado papal tenía completa autoridad para proteger a Enrique y su reino.
En 1215 había estallado la primera guerra de los barones en respuesta a la anulación de la Carta Magna que el rey Juan sin Tierra había firmado apoyado por su señor feudal: Inocencio III. Los barones rebeldes llamaron al príncipe Luis (futuro rey Luis VIII de Francia) ofreciéndole el trono de Inglaterra.
El papa Honorio III ordenó a su legado el cardenal Guala Bicchieri a hacer todo lo posible para reducir a los rebeldes a la obediencia del nuevo rey Enrique III. El cardenal Guala declaró que la guerra de Enrique III contra los rebeldes era una cruzada religiosa. Esta proclamación resultó en una serie de deserciones del movimiento rebelde y el equilibrio del conflicto se inclinó a favor del rey.
Luis abrió nuevas negociaciones de paz y, el 12 y 13 de septiembre de 1217, las facciones llegaron a un consenso en el llamado acuerdo final de Lambeth, también conocido como el Tratado de Kingston.
El regente del reino Guillermo el Mariscal enfermó y falleció en 1219. El reemplazo en el gobierno se formó alrededor de un grupo de tres ministros principales: Pandulf Verraccio, legado papal de reemplazo; Peter des Roches, obispo de Winchester; Hubert de Burgh, justiciar.
Pandulf como representante del papa, reclamó control absoluto sobre Hubert de Burgh y los otros ministros del joven Enrique III logrando gobernar Inglaterra en nombre de Honorio III hasta que en 1221 Hubert de Burgh y el cardenal Stephen Langton lograron convencer al papa para que finalizará su legado, lo que dejó a Hubert como el político dominante en el gobierno de Enrique.

### Otras realizaciones
Honorio III impulsó, durante su pontificado, varias órdenes religiosas en su afán de reformar la iglesia mediante la aprobación de sus respectivas reglas monásticas. El 22 de diciembre de 1216 aprobó la Regla de los Dominicos mediante la publicación de la bula Religiosam vitam; el 29 de noviembre de 1223 aprobó la Regla de los Franciscanos mediante la publicación de la bula Solet annuere; el 7 de enero de 1226 aprobó la Regla de los Carmelitas mediante la publicación de la bula Ut vivendi norman; el 7 de marzo de 1219 aprobó la congregación religiosa (Vallis Scholarium) fundada por piadosos profesores de teología en la universidad de París mediante la bula Exhibita nobis.
Siendo un hombre de estudios, Honorio III insistió en que el clero debía recibir una educación, sobre todo en teología. Por este motivo destituyó a obispos que no presentarán los debidos conocimientos para realizar su cargo.
Concedió asimismo diversos privilegios a las dos principales universidades de la época: París y Bolonia. Para facilitar el estudio de la teología en las diócesis distantes de los grandes centros de enseñanza ordenó en su bula Super specula  que algunos jóvenes talentos fueran enviados a reconocidas escuelas teológicas para estudiar para que después pudieran enseñarla en sus propias diócesis.
Excomulgó al rey Alfonso II de Portugal por sus políticas en contra del clero. Alfonso II prometió rectificar sus errores contra la iglesia pero murió en 1223 sin haber hecho ningún esfuerzo para cambiar su política.

### Fallecimiento
Honorio III no podrá comprobar si el acuerdo se cumpliría por parte de Federico II ya que falleció, el 18 de marzo de 1227, antes del cumplimiento del plazo de dos años fijado en el tratado.

## Obras
La obra principal que debemos al papa Honorio III es el Liber censuum Romanae ecclesiae en la que, aprovechando los conocimientos adquiridos en el desempeño del cargo de tesorero de la Iglesia Romana, realiza un inventario de las rentas y propiedades de la Iglesia, de las donaciones recibidas, de los privilegios y los contratos con las ciudades y los soberanos.
También escribió una vida de Celestino III, una vida de Gregorio VII, un Ordo romanus de consuetudinibus en el que describe el ceremonial y los ritos de la Iglesia, una Compilatio Decretalium el primer libro oficial que recogió la ley canónica, y 34 sermones.

## En la cultura popular
Las profecías de San Malaquías se refieren a este papa como Canonicus ex latere (Canónigo de Letrán), cita que hace referencia al hecho de que antes de ser elegido pontífice fue canónigo de San Juan de Letrán.